# Petrografie
Petrografie is het vakgebied binnen de geologie dat zich bezighoudt met de gedetailleerde beschrijving van gesteenten. Een gesteente kan petrografisch beschreven worden door de mineralogie, interne structuren, textuur en opbouw in gesteenten. Daarbij horen ook de onderlinge verhoudingen en relatieve ouderdom van de verschillende mineralen, texturen en structuren.
De petrografische beschrijving van een gesteente begint in het veld, waar een onsluiting van gesteente omschreven wordt. Stukken gesteente kunnen meegenomen worden naar een laboratorium waar slijpplaatjes van het gesteente onder een polarisatiemicroscoop bekeken kunnen worden. Door technieken als elektronenstraalmicroanalyse, röntgenfluorescentiespectrometrie of laserablatie kan de chemische samenstelling van het gehele gesteente, individuele mineralen of insluitsels gemeten worden.
Het doel hiervan is de geschiedenis van het gesteente te ontrafelen vanaf de vorming. Als de ontwikkeling van temperatuur, druk en spanning bekend zijn kan dit, gecombineerd met datering van de verschillende componenten in het gesteente, gebruikt worden om tektonische en geochemische modellen te toetsen.